# Аятские каменные палатки
Аятские каменные палатки (Аятский Дыроватик) — гранитные скалы-останцы на Среднем Урале, в Невьянском районе Свердловской области. Расположены к северо-западу от Екатеринбурга, в окрестностях посёлка Аять.
Аятские каменные палатки, или Аятские скалы, или скалы Аятский Дыроватик представляют собой три скальные гряды, ещё одна (четвёртая) находится по другую сторону от дороги. Расположены в сосновом лесу. Скалы находятся на вершинах каменных увалов в 1,5 километрах от посёлка Аять.
Одна «палатка» находится около дороги, она сильно заросла. Скала простирается с запада на восток на 50-60 метров. Форма выветривания матрацевидная. Самая высокая часть палатки западная — до 6 метров, к востоку понижается до 4 метров.
Следующая палатка находится на вершине другого увала севернее на 150 метров, тянется с юга на север на 100 метров. Палатка состоит из трёх скал. Самая высокая — средняя, высотой до 6 метров. Местные жители называют её Танк, так как вершина напоминает башню танка.
Третья палатка находится на вершине следующего увала через 260 метров к северу. Она простирается на 60 метров с юга на север. В скалах есть небольшого размера пещеры.